# Daniel Navarro
Daniel Navarro García (Salamanca, 18 luglio 1983) è un ex ciclista su strada spagnolo, è stato professionista dal 2005 al 2023.

## Carriera
Passa professionista nel 2005 con la Liberty Seguros-Würth, la squadra di Manolo Saiz. Dopo due stagioni trascorse con questa formazione, e dopo la chiusura del team per l'Operación Puerto, passa all'Astana, con la quale corre dal 2007 al 2010. Dopo l'arrivo di Alberto Contador, nel 2008, diventa uno dei suoi gregari di fiducia, seguendolo anche alla Saxo Bank-Sungard nel 2011. In questi anni conclude al quarto posto il Deutschland Tour 2008 e al quinto la Volta Ciclista a Catalunya 2008, e vince poi una tappa al Critérium du Dauphiné 2010 e una al Tour de l'Ain 2012.
Nel 2013 lascia Contador per correre nel team francese Cofidis. Con la nuova squadra vince la Vuelta a Murcia 2013, si piazza quinto al Critérium du Dauphiné 2013; si aggiudica inoltre la tredicesima tappa della Vuelta a España 2014, concludendo al decimo posto in classifica generale.

## Palmarès
- 2010 (Astana, una vittoria)

5ª tappa Critérium du Dauphiné (Serre-Chevalier > Grenoble)
- 2012 (Saxo-Bank, una vittoria)

1ª tappa Tour de l'Ain (Belley > Montréal-la-Cluse)
- 2013 (Cofidis, una vittoria)

Vuelta a Murcia
- 2014 (Cofidis, una vittoria)

13ª tappa Vuelta a España (Belorado > Obregón/Parque de Cabárceno)

### Altri Successi
- 2023 (Burgos - BH)

1ª tappa GP Beiras e Serra da Estrela (Seia > Gouveia, cronosquadre)

## Piazzamenti

### Grandi Giri
- Giro d'Italia

2006: 91º
2009: 31º
2011: 44º
2019: ritirato (4ª tappa)
2020: 48º
- Tour de France

2007: non partito (16ª tappa)
2010: 46º
2011: 62º
2013: 9º
2014: ritirato (13ª tappa)
2015: 66º
2016: ritirato (19ª tappa)
2017: 27º
2018: 45º
- Vuelta a España

2009: 13º
2012: 55º
2014: 10º
2015: 30º
2017: 81º
2019: 40º
2021: 24º
2022: 43º
2023: 39º

### Classiche monumento
- Liegi-Bastogne-Liegi

2013: 103º
2014: ritirato
2016: 34º
2018: ritirato
- Giro di Lombardia

2006: ritirato
2019: ritirato
2020: 22º

### Competizioni mondiali
- Campionati del mondo

Lisbona 2001 - In linea Juniores: ritirato
Ponferrada 2014 - In linea Elite: ritirato

### Competizioni europee
- Campionati europei

Otepää 2004 - In linea Under-23: 20°